# Paral·lel 79° nord
El paral·lel 79° nord és una línia de latitud que es troba a 79 graus nord de la línia equatorial terrestre. Travessa Europa, Àsia, l'Oceà Pacífic, Amèrica del Nord l'oceà Atlàntic.

## Geografia
En el sistema geodèsic WGS84, al nivell de 79° de latitud nord, un grau de longitud equival a 21,310 km; la longitud total del paral·lel és de 7.671 km, que és aproximadament 19,1% de la de l'equador, del que es troba a 8.773 km i a 1.229 km del pol Nord
Com tots els altres paral·lels a part de l'equador, el paral·lel 79° nord no és un cercle màxim i no és la distància més curta entre dos punts, fins i tot si es troben al mateix latitud. Per exemple, seguint el paral·lel, la distància recorreguda entre dos punts de longitud oposada és 3.836 km; després d'un cercle màxim (que passa pel Pol Nord), només és 2.458 km.

## Durada del dia
En aquesta latitud, el sol és visible durant 24 hores i 0 minuts a l'estiu, i resta sota l'horitzó tot el dia en solstici d'hivern.

## Arreu del món
Començant al meridià de Greenwich i dirigint-se cap a l'est, el paral·lel 79º passa per:
| Coordenades                               | País, territori o mar | Notes                                                  |
| ----------------------------------------- | --------------------- | ------------------------------------------------------ |
| 79° 0′ N, 0° 0′ E / 79.000°N,0.000°E      | Oceà Atlàntic         | Mar de Groenlàndia                                     |
| 79° 0′ N, 12° 5′ E / 79.000°N,12.083°E    | Noruega               | Svalbard - illa de Spitsbergen                         |
| 79° 0′ N, 20° 11′ E / 79.000°N,20.183°E   | Mar de Barents        | Passa al nord de l'illa de Kongsøya, Svalbard, Noruega |
| 79° 0′ N, 30° 4′ E / 79.000°N,30.067°E    | Noruega               | Svalbard - Illa d'Abeløya                              |
| 79° 0′ N, 30° 19′ E / 79.000°N,30.317°E   | Mar de Barents        |                                                        |
| 79° 0′ N, 67° 0′ E / 79.000°N,67.000°E    | Mar de Kara           |                                                        |
| 79° 0′ N, 95° 44′ E / 79.000°N,95.733°E   | Rússia                | Terra del Nord - Illa de la Revolució d'Octubre        |
| 79° 0′ N, 99° 58′ E / 79.000°N,99.967°E   | Mar de Làptev         |                                                        |
| 79° 0′ N, 101° 6′ E / 79.000°N,101.100°E  | Rússia                | Terra del Nord – Illa Bolxevic                         |
| 79° 0′ N, 104° 5′ E / 79.000°N,104.083°E  | Mar de Làptev         |                                                        |
| 79° 0′ N, 114° 28′ E / 79.000°N,114.467°E | Oceà Àrtic            |                                                        |
| 79° 0′ N, 104° 40′ O / 79.000°N,104.667°O | Canadà                | Nunavut – Illa d'Ellef Ringnes                         |
| 79° 0′ N, 101° 21′ O / 79.000°N,101.350°O | Canal de Peary        |                                                        |
| 79° 0′ N, 94° 12′ O / 79.000°N,94.200°O   | Canadà                | Nunavut - Illa d'Axel Heiberg, illa Stor i Ellesmere   |
| 79° 0′ N, 76° 7′ O / 79.000°N,76.117°O    | Estret de Nares       |                                                        |
| 79° 0′ N, 68° 48′ O / 79.000°N,68.800°O   | Groenlàndia           |                                                        |
| 79° 0′ N, 19° 52′ O / 79.000°N,19.867°O   | Oceà Atlàntic         | Mar de Groenlàndia                                     |
| 79° 0′ N, 68° 43′ O / 79.000°N,68.717°O   | Groenlàndia           | Nord d'Inuarfissuaq (Cap Russel)                       |
| 79° 0′ N, 17° 57′ O / 79.000°N,17.950°O   | Groenlàndia           | Illa principal de les illes Norske                     |
| 79° 0′ N, 17° 40′ O / 79.000°N,17.667°O   | Oceà Atlàntic         | Mar de Groenlàndia                                     |